# Cratere Salika
Salika  è un cratere sulla superficie di Venere.